# 沃克斯霍爾 (英國國會選區)

選區在大倫敦的位置

沃克斯霍爾（英語：Vauxhall），英國國會一自治市選區，包括大倫敦蘭貝斯區北部的八個地方選區。
始設於1950年，一直都支持工黨的候選人。自1989年任當區議員的凱特·霍伊在2010年大選中以49.8%選票當選連任。